# Klas Östergren
Klas Östergren, né le 20 février 1955 à Stockholm, est un romancier suédois.

## Biographie
À 25 ans, Klas Östergren rédige Gentlemen, roman classique « à la Charles Dickens », qui le révèle au public. Éloge de l'amitié, complot historique, manipulation et femme fatale sur fond d'intrigue sophistiquée et de roman noir... l'œuvre devient culte. Elle inspire énormément la jeunesse suédoise de par la véracité de sa transcription du Stockholm des années 1980.
25 ans plus tard paraît Gangsters qui tend à conclure l'histoire des frères Morgan restée inachevée plus de deux décennies plus tôt. Ses lecteurs qui grandissent n'oublient jamais l'ouvrage qui a inspiré leur jeunesse.
Klas Östergren est loué dans la presse suédoise pour son style populaire, fédérateur, fastueux et surprenant. L'auteur tient néanmoins à préserver le mystère accompagnant sa personne et sa vie, fuyant les contraintes de la célébrité et l'immense popularité dont il bénéficie en Suède.
De 1982 à 1989, il fut l'époux de la comédienne Pernilla August avec laquelle il a eu une fille, Agnes.
Le 28 février 2014, il est élu à l'Académie suédoise, au fauteuil N°11, auparavant occupé par Ulf Linde.
Le 6 avril 2018, il démissionne de l'Académie suédoise pour protester contre le scandale sexuel et de favoritisme qui entache l'institution et auquel cette dernière peine à faire face de façon satisfaisante. En particulier, la veille un vote a échoué qui visait à exclure des membres de l'Académie la poétesse Katarina Frostenson, épouse du Français Jean-Claude Arnault accusé d'agressions sexuelles, tentatives de viol et viol et qui se targue de pouvoir influencer l'Académie dans le choix des lauréats.

## Œuvres
- Attila (1975)
- Ismael (1977)
- Fantomerna (1978)
- Gentlemen (1980)
- Giganternas brunn (1981)
- Slangbella (1983)
- Fattiga riddare och stora svenskar (1983)
- Plåster (1986)
- Hoppets triumf (1987)
- Ankare (1988)
- Handelsmän och partisaner (1991)
- Under i september (1994)
- Med stövlarna på och andra berättelser (1997)
- Tre porträtt (2002)
- Gangsters (2005)
- Orkanpartyt (2007)
- Den sista cigaretten (2009)
- Twist (2014)
- ''Samlade noveller''  (2015)
- ''I en skog av sumak'' (2017)
- ''Hilde'' (2019)
- ''Renegater'' (2020)
- ''Två pistoler'' (2021)
- ''Julrevy I Jonseryd och andra berättelser'' (2021)
- ''Större trygghet aldrig fanns'' (2022)